# Campeonato Internacional de Verano
O Campeonato Internacional de Verano, conhecido popularmente sobre o nome do patrocinador Copa Bandes, até 2013 foi chamada de Copa Bimbo e no  Brasil como Torneio Verão do Uruguai, é um torneio amistoso de futebol. Realizado pela primeira vez no ano de 2009, participam quatro times em cada edição, os anfitriões Nacional e Peñarol e mais dois convidados, que podem ser clubes do próprio futebol uruguaio como clubes internacionais.
Todas as partidas são disputadas no Estádio Centenário, em Montevidéu, estádio onde joga a Seleção Uruguaia de Futebol e sede da final da Copa do Mundo FIFA de 1930. É organizado pela associação uruguaia de futebol AUF com patrocínio  da empresa de telecomunicações uruguaia Tenfield e pelo banco brasileiro Bandes .
A 5ª edição foi suspensa e não concluída após episódio de violência entre as torcidas durante a semifinal disputada entre Peñarol e Nacional.
Desde a 6ª edição passou a ser chamada de Copa Bandes , nome do novo patrocinador.

## Resultados
| Ano           | Final    | Final             | Final                    | 3º Lugar         | 3º Lugar          | 3º Lugar                     | Sede                           |
| Ano           | Campeão  | Placar            | Vice                     | 3º Lugar         | Placar            | 4º Lugar                     | Sede                           |
| ------------- | -------- | ----------------- | ------------------------ | ---------------- | ----------------- | ---------------------------- | ------------------------------ |
| 2009 Detalhes | Cruzeiro | 4 – 1             | Nacional                 | Atlético Mineiro | 4 – 1             | Peñarol                      | Estádio Centenário, Montevidéu |
| 2010 Detalhes | Nacional | 1 – 1 (3 – 1 pen) | Danubio                  | Nacional         | 2 – 2 (3 – 1 pen) | Peñarol                      | Estádio Centenário, Montevidéu |
| 2011 Detalhes | Nacional | 2 – 2 (5 – 3 pen) | Libertad                 | Peñarol          | 2 – 2 (4 – 2 pen) | Vélez Sársfield              | Estádio Centenário, Montevidéu |
| 2012 Detalhes | Peñarol  | 4 – 2             | Palestino                | Nacional         | 2 – 1             | Universidad de San Martín    | Estádio Centenário, Montevidéu |
| 2013 Detalhes |          | Não houve         | Peñarol Atlético Tucumán |                  | Não houve         | Nacional Atlético de Rafaela | Estádio Centenário, Montevidéu |
| 2014 Detalhes | Nacional | 3 – 0             | Sporting Cristal         | Peñarol          | 1 – 1 (3 – 1 pen) | Vélez Sársfield              | Estádio Centenário, Montevidéu |
| 2015 Detalhes | Nacional | 2 – 1             | Universitario            | Peñarol          | 1 – 1 (4 – 2 pen) | River Plate                  | Estádio Centenário, Montevidéu |
| 2016 Detalhes | Peñarol  | 1 – 0             | Cerro Porteño            | Nacional         | 1 – 0             | Banfield                     | Estádio Centenário, Montevidéu |

## Honras
| Ano  | Artilheiro | Treinador Campeão              |
| ---- | --- | ------------------------------ |
| 2009 | Diego Tardelli (Atlético Mineiro) (3 gols) | Adílson Batista (Cruzeiro)     |
| 2010 | Diego Ifrán (Danubio) Diego Perrone (Danubio) Ricardo Mazacote (Nacional-PAR) (2 gols)                                                                                         | Eduardo Acevedo (Nacional)     |
| 2011 | Richard Porta (Nacional) (2 gols) | Juan Ramón Carrasco (Nacional) |
| 2012 | Albín (Peñarol) Santiago (Peñarol) (2 gols) | Gregorio Pérez (Peñarol)       |
| 2013 | César Montiglio (Atlético Tucumán) Zalayeta (Peñarol) (1 gol) | Não houve                      |
| 2014 | Richard Porta (Nacional) Carlos de Pena (Nacional) Andrés Scotti (Nacional) Jorge Rodríguez (Peñarol) Lucas Pratto (Vélez Sársfield) (1 gol)                                   | Gerardo Pelusso (Nacional)     |
| 2015 | Santiago Romero (Nacional) Carlos de Pena (Nacional) Gonzalo Ramos (Nacional) Diogo Silvestre (Peñarol) Alemanno (Universitario) Grossmüller (Universitario) (1 gol)           | Álvaro Gutiérrez (Nacional)    |
| 2016 | José Ortigoza (Cerro Porteño) Raúl Cáceres (Cerro Porteño) Leandro Barcia (Nacional) Juan Cruz Mascia (Nacional) Rodrigo Viega (Peñarol) Guillermo Rodríguez (Peñarol) (1 gol) | Pablo Bengoechea (Peñarol)     |

## Performance por clube
| Clube                     | Campeão                    | Vice     | Terceiro             | Quarto         |
| Nacional                  | 4 (2010, 2011, 2014, 2015) | 1 (2009) | 2 (2012), (2016)     |                |
| Peñarol                   | 2 (2012), (2016)           |          | 3 (2011, 2014, 2015) | 2 (2009, 2010) |
| Cruzeiro                  | 1 (2009)                   |          |                      |                |
| Sporting Cristal          |                            | 1 (2014) |                      |                |
| Universitario             |                            | 1 (2015) |                      |                |
| Libertad                  |                            | 1 (2011) |                      |                |
| Cerro Porteño             |                            | 1 (2016) |                      |                |
| Palestino                 |                            | 1 (2012) |                      |                |
| Danubio                   |                            | 1 (2010) |                      |                |
| Atlético Mineiro          |                            |          | 1 (2009)             |                |
| Nacional                  |                            |          | 1 (2010)             |                |
| Banfield                  |                            |          | 1 (2016)             |                |
| Vélez Sársfield           |                            |          |                      | 2 (2011, 2014) |
| River Plate               |                            |          |                      | 1 (2015)       |
| Universidad de San Martín |                            |          |                      | 1 (2012)       |

## Performance por país
| País      | Campeão                                | Vice                 | Terceiro                         | Quarto                     |
| Uruguai   | 6 (2010, 2011, 2012, 2014, 2015, 2016) | 2 (2009, 2010)       | 5 (2011, 2012, 2014, 2015, 2016) | 2 (2009, 2010)             |
| Brasil    | 1 (2009)                               |                      | 1 (2009)                         |                            |
| Peru      |                                        | 3 (2014, 2015, 2016) |                                  | 1 (2012)                   |
| Paraguai  |                                        | 1 (2011)             | 1 (2010)                         |                            |
| Chile     |                                        | 1 (2012)             |                                  |                            |
| Argentina |                                        |                      |                                  | 4 (2011, 2014, 2015, 2016) |